# Sympycnus normalis
Sympycnus normalis är en tvåvingeart som beskrevs av Octave Parent 1933. Sympycnus normalis ingår i släktet Sympycnus och familjen styltflugor. Inga underarter finns listade i Catalogue of Life.